# Tagetes microglossa
Tagetes microglossa là một loài thực vật có hoa trong họ Cúc. Loài này được Benth. miêu tả khoa học đầu tiên năm 1845.